# Веселість
Весе́лість, весе́лощі — одна з емоцій, веселий настрій, виражається в сміхові, безцільних рухах, загальній рухливості (вигуки, ляскіт у долоні і т. ін.). Сміх у людини починається вдиханням, за яким випливають короткі спазматичні скорочення грудей, грудобрюшної перешкоди і м'язів живота, при реготі все тіло відкидається назад і трясеться, рот широко розкритий, кути губ відтягаються назад і нагору внаслідок дії великих скулових м'язів, верхня губа піднімається, особа і вся голова наливається кров'ю, кругові мускули очей судорожно скорочуються. Ніс, що зморщився, здається укороченим, очі блищать, при сильному сміху з'являються сльози.
Вираження веселого настрою може виникнути як безумовний рефлекс - у силу тілесних органічних відчуттів. Діти і молоді люди часто сміються без усякого приводу, треба думати, у силу позитивного тону органічних відчуттів, що говорять про благополучний стан організму. У молодих, здорових людей часто приємний запах також викликає легку посмішку. Не тільки зовнішні подразники викликають реакцію веселощів і радості, але і відповідні представлення знаходять своє вираження в рефлексі сміху.